# Каленбаева, Меруерт Кабекеновна
Меруерт Кабекеновна Каленбаева (каз. Меруерт Қабыкенқызы Кәленбаева; 9 июня 1939 — 22 ноября 2024, Бокейординский район Западно-Казахстанская область, Казахская ССР, СССР) — советская и казахская кобызистка, инструменталистка, музыкальный педагог, профессор. Заслуженная артистка Казахской ССР (1977). Лауреат Государственной стипендии Республики Казахстан в области культуры (2017).

## Биография
Родилась 9 июня 1939 года в Урдинском районе Западно-Казахстанской области.
В 1956 году окончила Республиканскую музыкальную школу для одаренных детей им. К. Байсеитовой.
В 1961 году окончила факультет народных инструментов Казахской государственной консерватории им. Курмангазы по специальности артист оркестра, концертный исполнитель.
Трудовую деятельность начала в 1961 году артистом Казахского государственного академического оркестра народных инструментов имени Курмангазы.
С 1961 по 1979 годы — главная кобызистка, концертмейстер Казахского государственного академического оркестра народных инструментов имени Курмангазы.
С 1989 по 2009 годы — преподаватель Республиканской музыкальной средней школы имени Куляш Байсеитовой для одаренных детей.
С 1979 года — преподаватель, доцент, профессор кафедры «кобыз и баян» Казахской национальной консерватории им. Курмангазы.
24 ноября 2024 года было объявлено о смерти Каленбаевой.

## Награды и звания
- 1977 — Почётная звания «Заслуженная артистка Казахской ССР» за внесенный вклад в развитие казахской национальной народной музыки.
- 2001 — Медаль «10 лет независимости Республики Казахстан»
- 2011 — Медаль «20 лет независимости Республики Казахстан»
- 2017 — Государственная стипендия Первого президента РК-Елбасы в области культуры и др.